# Saint-Paulien (Haute-Loire)
Pour les articles homonymes, voir Saint-Paulien.
Saint-Paulien est une commune française, située dans le département de la Haute-Loire en région Auvergne-Rhône-Alpes.
C'est l'ancienne Ruessio (Ruessium en latin), Civitas Vellavorum, capitale du peuple gaulois des Vellaves (Vellavi en latin).
La commune mise sur le tourisme, et est dotée d'infrastructures modernes dont une grande halle d'exposition et un parc aqua-récréatif.

## Géographie

### Localisation

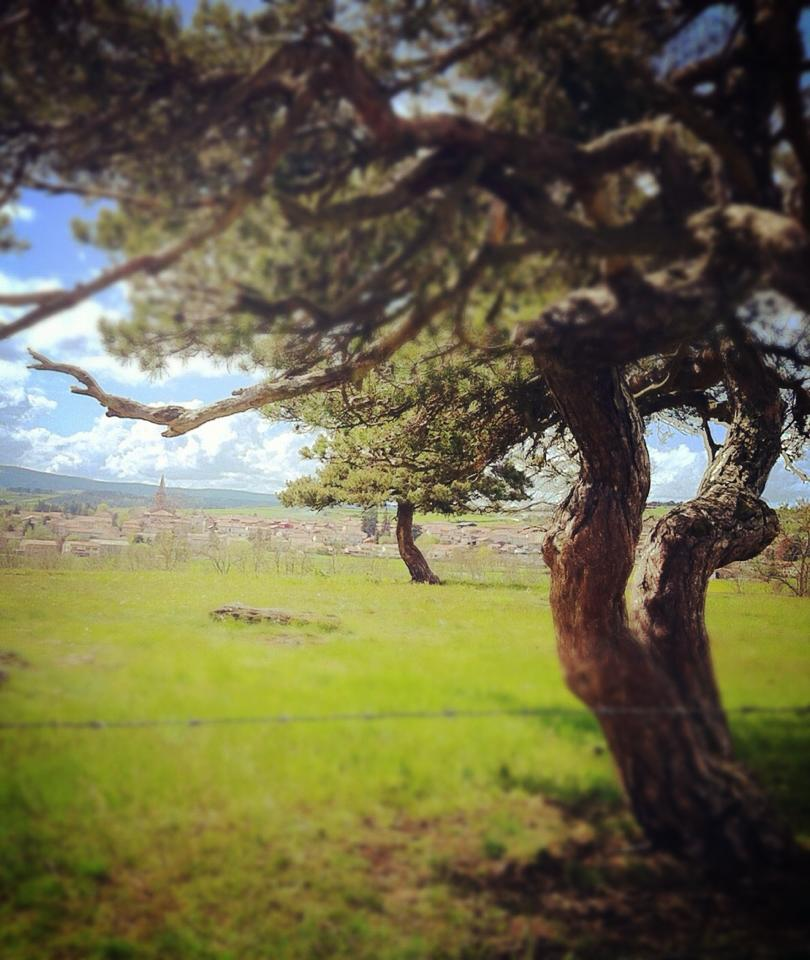
Vue des hauteurs de Saint-Paulien en direction de Soddes.

La commune de Saint-Paulien se trouve dans le département de la Haute-Loire, en région Auvergne-Rhône-Alpes.
Saint-Paulien fait partie du Velay. Située à 810 mètres d'altitude, elle détient le titre de capitale du Velay depuis son âge d'or il y a 2 000 ans.
Elle se situe à 15 km par la route du Puy-en-Velay, préfecture du département.
Les communes les plus proches sont : 
Saint-Geneys-près-Saint-Paulien (2,9 km), Lissac (3,6 km), Blanzac (3,8 km), Borne (4,2 km), Saint-Vidal (6,9 km), Céaux-d'Allègre (7,2 km), Loudes (7,4 km), Lavoûte-sur-Loire (7,6 km).
Dix communes sont limitrophes de Saint-Paulien :
| Céaux-d'Allègre | Saint-Geneys-près-Saint-Paulien |                                  |
| Lissac          | Saint-Paulien                   | Saint-Vincent, Lavoûte-sur-Loire |
| Loudes          | Borne, Saint-Vidal              | Blanzac, Polignac                |

### Voies de communication et transports

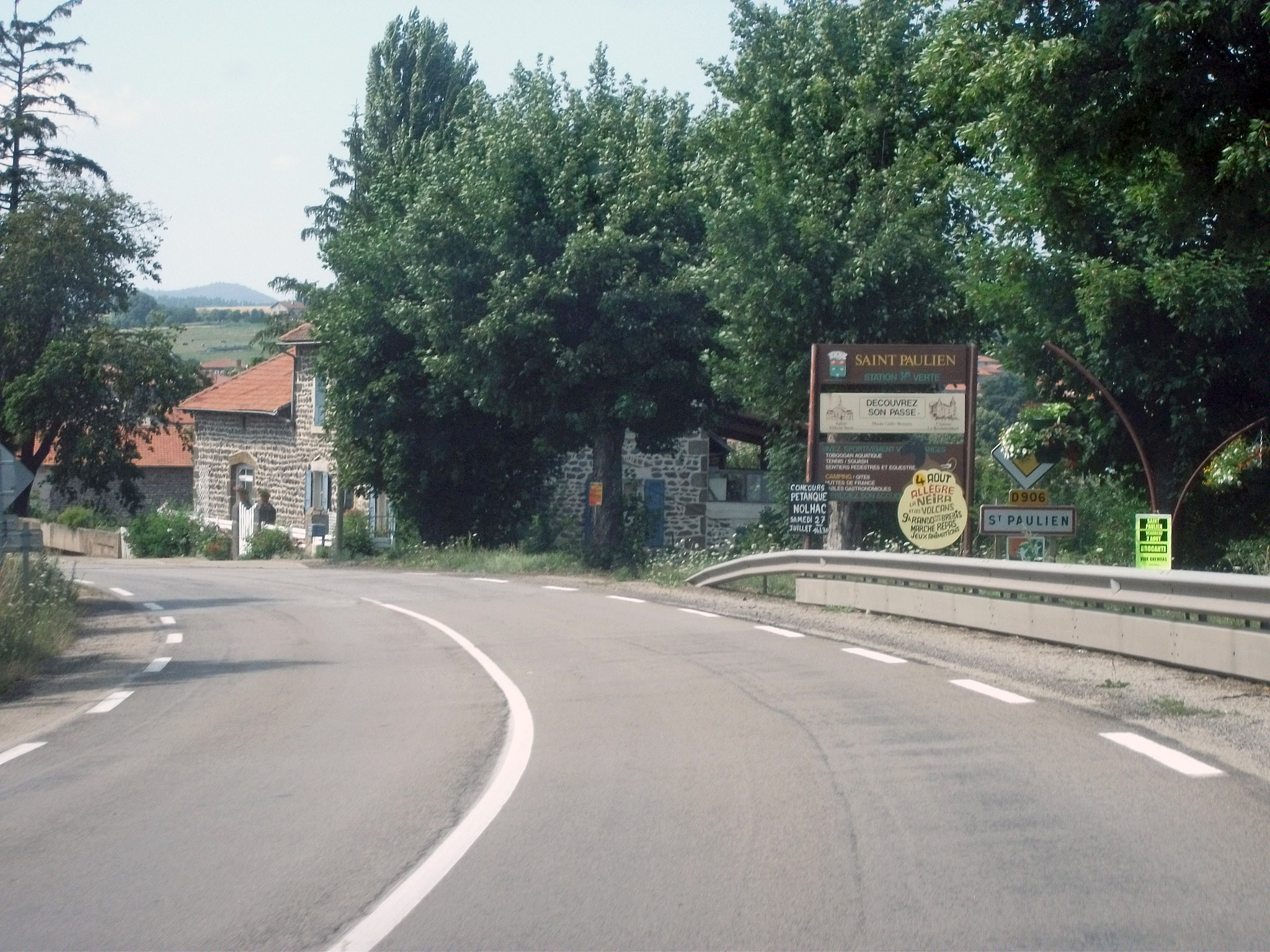
Entrée de Saint-Paulien en direction de Vichy par la D 906.

La ville de Saint-Paulien est traversée par la route départementale 906 reliant Le Puy-en-Velay à La Chaise-Dieu, à Thiers et à Vichy. Celle-ci part de la route nationale 102, reliant Le Puy-en-Velay à Brioude et Clermont-Ferrand au sud, en desservant le parc d'activités.
Le territoire communal est également traversé par les routes départementales 13 (reliant le centre-ville à Allègre au nord-ouest et à Polignac au sud-est), 131 (vers Lissac à l'ouest), 25 (vers Lavoûte-sur-Loire à l'est) et 251 (vers Saint-Vincent à l'est).
Il existe aussi une voie ferrée (ligne de Saint-Georges-d'Aurac à Saint-Étienne-Châteaucreux) traversant la commune au sud-ouest. Les gares les plus proches sont à Darsac, au Puy-en-Velay et à Lavoûte-sur-Loire.

### Climat
Pour des articles plus généraux, voir Climat d'Auvergne-Rhône-Alpes et Climat de la Haute-Loire.
En 2010, le climat de la commune est de type climat des marges montargnardes, selon une étude du Centre national de la recherche scientifique s'appuyant sur une série de données couvrant la période 1971-2000. En 2020, Météo-France publie une typologie des climats de la France métropolitaine dans laquelle la commune est exposée à un climat de montagne ou de marges de montagne et est dans la région climatique Sud-est du Massif Central, caractérisée par une pluviométrie annuelle de 1 000 à 1 500 mm, minimale en été, maximale en automne.
Pour la période 1971-2000, la température annuelle moyenne est de 8,7 °C, avec une amplitude thermique annuelle de 16,1 °C. Le cumul annuel moyen de précipitations est de 761 mm, avec 8,1 jours de précipitations en janvier et 7,1 jours en juillet. Pour la période 1991-2020, la température moyenne annuelle observée sur la station météorologique de Météo-France la plus proche, « Le Puy-Loudes », sur la commune de Chaspuzac à 9 km à vol d'oiseau, est de 9,1 °C et le cumul annuel moyen de précipitations est de 682,4 mm,. Pour l'avenir, les paramètres climatiques de la commune estimés pour 2050 selon différents scénarios d'émission de gaz à effet de serre sont consultables sur un site dédié publié par Météo-France en novembre 2022.

## Urbanisme

### Typologie
Au 1er janvier 2024, Saint-Paulien est catégorisée bourg rural, selon la nouvelle grille communale de densité à sept niveaux définie par l'Insee en 2022.
Elle est située hors unité urbaine. Par ailleurs la commune fait partie de l'aire d'attraction du Puy-en-Velay, dont elle est une commune de la couronne,. Cette aire, qui regroupe 59 communes, est catégorisée dans les aires de 50 000 à moins de 200 000 habitants,.

### Occupation des sols
L'occupation des sols de la commune, telle qu'elle ressort de la base de données européenne d’occupation biophysique des sols Corine Land Cover (CLC), est marquée par l'importance des territoires agricoles (77,9 % en 2018), en diminution par rapport à 1990 (79 %). La répartition détaillée en 2018 est la suivante : 
prairies (40,4 %), zones agricoles hétérogènes (32 %), forêts (18,6 %), terres arables (5,5 %), zones urbanisées (3,5 %). L'évolution de l’occupation des sols de la commune et de ses infrastructures peut être observée sur les différentes représentations cartographiques du territoire : la carte de Cassini (XVIIIe siècle), la carte d'état-major (1820-1866) et les cartes ou photos aériennes de l'IGN pour la période actuelle (1950 à aujourd'hui).

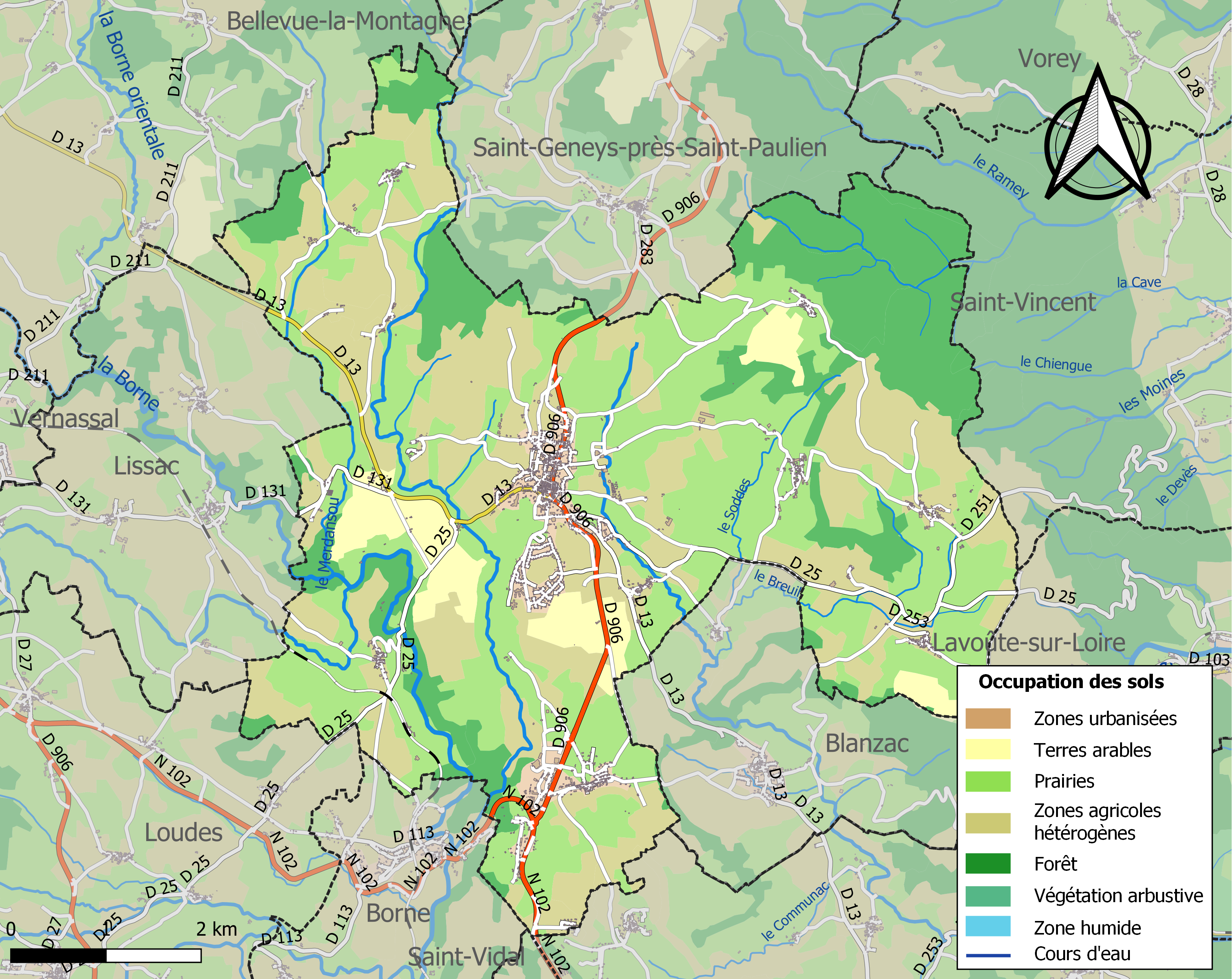
Carte des infrastructures et de l'occupation des sols de la commune en 2018 (CLC).

### Habitat et logement
En 2018, le nombre total de logements dans la commune était de 1 335, alors qu'il était de 1 287 en 2013 et de 1 206 en 2008.
Parmi ces logements, 78,5 % étaient des résidences principales, 6,9 % des résidences secondaires et 14,6 % des logements vacants. Ces logements étaient pour 82 % d'entre eux des maisons individuelles et pour 17,2 % des appartements.
Le tableau ci-dessous présente la typologie des logements à Saint-Paulien en 2018 en comparaison avec celle de la Haute-Loire et de la France entière. Une caractéristique marquante du parc de logements est ainsi une proportion de résidences secondaires et logements occasionnels (6,9 %) inférieure à celle du département (16,1 %) mais supérieure à celle de la France entière (9,7 %). Concernant le statut d'occupation de ces logements, 70,8 % des habitants de la commune sont propriétaires de leur logement (72,6 % en 2013), contre 70 % pour la Haute-Loire et 57,5 pour la France entière.
| Typologie                                               | Saint-Paulien | Haute-Loire | France entière |
| ------------------------------------------------------- | ------------- | ----------- | -------------- |
| Résidences principales (en %)                           | 78,5          | 71,5        | 82,1           |
| Résidences secondaires et logements occasionnels (en %) | 6,9           | 16,1        | 9,7            |
| Logements vacants (en %)                                | 14,6          | 12,4        | 8,2            |

## Toponymie
Sant Paulh en auvergnat.

## Histoire

### Antiquité
La Roche Dumas : « Dans la cavité supérieure... se trouve un énorme rocher (environ trois mètres de haut et huit mètres de circonférence) qui n'est autre qu'un mégalithe appelé dans le pays la bouchée de Gargantua. Sous ce bloc... une rigole a été creusée dans laquelle devait couler le sang des victimes immolées. L'on voit également des anneaux, très nombreux, taillés dans le roc... La légende veut qu'aux anneaux aient été attachés les prisonniers espagnols (Ibères, ndlr) que l'on immolait. Cette légende s'appuie sur les incursions en Espagne que firent nos ancêtres, cinq siècles avant Jésus-Christ ».
Les fouilles archéologiques notent la présence de grottes taillées et occupées à une époque indéterminée mais certainement très ancienne, peut-être dès le Néolithique (grottes de La Rochelambert).
Au IIe siècle av. J.-C., la tribu celte des Vellaves s'installe dans l'actuel Velay qui tire d'eux son nom. Les Vellaves (Vellavi en latin), dont le nom signifierait « Montagnards » ou « Ceux qui dominent », ou « Ceux d'en haut » (dominateurs, orgueilleux), et que Jules César qualifie de batailleurs, font partie de la Confédération des Arvernes (Vellavis qui sub imperio Arvernorum esse consuerunt écrit César), et bâtissent un oppidum sur le plateau qui dominera plus tard le château de la Rochelambert, et qui surplombe les rivières Borne et Gazeille. Cet oppidum devient leur capitale, qu'ils nomment Ruessio.
Ce qui est aujourd'hui le Velay fut très impliqué dans la guerre des Gaules, et en souffrit beaucoup, surtout à l'époque des combats menés par Vercingetorix. « À leur tour, les Helviens attaquent les Vellaves; ils sont repoussés et perdent Caïus Valérius Daumnotaurus, fils de Caburus, chef de leur cité. Ils sont rejetés dans leurs oppida à l'abri de leurs remparts » (Jules César VII, 64 et 65).
Ruessio devient gallo-romaine, prend le nom de Ruessium, et se déplace d'environ 2 km au nord-est, sur le site de l'actuel village de Saint-Paulien.
De nombreux éléments archéologiques furent trouvés sur ces deux sites, dont des puits funéraires gallo-romains ; une dédicace qui rend hommage à l'impératrice Herennia Etruscilla, épouse de Dèce (201-251); des poteries; une sculpture gauloise (actuellement exposée dans le château). En 27 av. J-.C., la cité  reçoit le titre de ville. Elle est traversée par la voie Bolène, itinéraire moyenâgeux joignant Feurs (Forum Segusiavorum) à Saint-Paulien (Ruessio) et un tronçon de la voie antique joignant Lyon (Lugdunum) à Toulouse (Tolosa) d'une part et Bordeaux (Burdigala) d'autre part. Un camp militaire est créé sur le plateau d'Allègre, protégeant la ville et la route.
Entre le Ve et le VIIe siècle, la capitale des Vellaves est transférée de Ruessium à Anicium.
Un culte à Marie apparaît au IVe ou Ve siècle, autour d'une statuette appelée Notre-Dame du Haut-Solier ou du Soleil Levant, qui remplace un culte gaulois au Soleil : l'église dédiée à ce culte n'existe plus aujourd'hui.
Un autre bâtiment catholique, certainement à l'origine une cathédrale, date sans doute de ces époques, mais est mentionnée pour la première fois en 890 ; l'église Saint-Georges (collégiale Saint-Georges) actuelle, qui le remplace, date des XIe, XIIe et XIIIe siècles. Son autel est celui de l'ancienne église Notre-Dame du Haut-Solier et fut, selon la tradition, dans l'antiquité une pierre sur laquelle on sacrifiait des animaux aux dieux.
Paulianus (fêté le 14 février) aurait été le dernier évêque de la cité avant le transfert de l'évêché au Puy vers 565.
Lors des Invasions barbares, la cité subit au moins un raid des Vandales, et peut-être plusieurs autres saccages.

### Moyen Âge
Du Ve siècle au VIIIe siècle, Ruessio est renommée Civitas Vetula (La vieille ville) puis Saint-Paulien.
Les seigneurs du bourg furent, de l'époque carolingienne (751-987) jusqu'à la Révolution, la famille de Polignac. Cependant, ils ont des vassaux, et le premier connu à Saint-Paulien fut le chevalier Pierre de la Rochelambert, dont il est fait mention en 1164. Cette famille sera propriétaire du château de la Rochelambert (bâti au XIIe siècle) jusqu'en 1922, où la fille de Marie Auguste Aimé, dernier marquis de ce nom, le vendra à un marchand de biens.
La ville eut à souffrir des Vikings à une date incertaine.
À la suite d'une convention avec le seigneur de Polignac, Norbert (Norbertus), évêque du Puy (de vers 900 à vers 935), transféra de Saint-Paulien au Puy les corps des saints évêques Georges et Marcellin.
À la mi-octobre 994 se tint à Saint-Paulien un concile régional dirigé par l'évêque du Puy Guy d'Anjou, en vue de rétablir l'autorité morale de l'Église. Le concile proclama la « Paix de Dieu » (Charte de Guy d'Anjou).
Lors de la Guerre de Cent Ans, la région et Saint-Paulien souffrirent des exactions des « routiers ».

### De la Renaissance à la Révolution française
Le Chevalier des Blacons, lieutenant du baron des Adrets et chef du parti protestant en Dauphiné, à la tête de 800 hommes d'armes, s'empare du château de la Rochelambert le 11 ou 12 août 1562. Il est ensuite surpris et défait  par Antoine de Saint Vidal non loin de Saint-Étienne.
En 1595, en reconnaissance de leur fidélité, et pour les dédommager des pillages perpétrés par les troupes du duc de Nemours en août 1593, Henri IV accorde deux nouvelles foires annuelles et un marché hebdomadaire aux habitants de Saint-Paulien (chaque vendredi). Aux foires de la Saint-Luc et de la Saint-Georges viennent donc s'ajouter celle du mardi de la semaine Sainte, et celle du mardi après la Pentecôte. Autorisation est aussi donnée de construire une halle.
Au tout début du XVIIIe siècle, Scipion Sidoine Apollinaire Gaspard Armand, vicomte de Polignac, lieutenant général des armées du roi, dut sans doute connaître quelques ennuis financiers, car il vendit pour la somme de 33 000 livres ses droits seigneuriaux sur Saint-Paulien à monsieur Georges de Chabron, dont la famille possédait déjà plusieurs seigneuries.
Or, le 25 février 1737, le fils aîné de Scipion, Louis Héracle Melchior, retrouve cette seigneurie contre la somme de 24 000 livres et certains privilèges.
À la veille de la Révolution, les trois familles les plus riches de Saint-Paulien (elles y  possèdent au moins un logis) sont : Chabron de Soleilhac, La Rochelambert, Bonnefoux de Bourbouilloux.

### De la Révolution française à aujourd'hui
La commune est nommée Vélaune par les révolutionnaires entre janvier 1794 et mars 1795.
Au cours de son voyage en Velay, George Sand visite le château de la Rochelambert le 14 juin 1859. Elle y situe le fil de son roman Jean de la Roche.
Quatre-vingt-treize enfants de la municipalité sont tombés aux champs d'honneur lors de la Première Guerre mondiale, cinq lors de la Seconde.

## Politique et administration

### Découpage territorial
Dans le cadre de la réforme territoriale et la loi NOTRe, depuis le 1er janvier 2017 la commune de Saint-Paulien est membre de la communauté d'agglomération du Puy-en-Velay, un établissement public de coopération intercommunale (EPCI) à fiscalité propre créé le 26 décembre 2016 dont le siège est à Le Puy-en-Velay. Ce dernier est par ailleurs membre d'autres groupements intercommunaux.
Sur le plan administratif, elle est rattachée à l'arrondissement du Puy-en-Velay, au département de la Haute-Loire, en tant que circonscription administrative de l'État, et à la région Auvergne-Rhône-Alpes.
Sur le plan électoral, elle dépend du canton de Saint-Paulien pour l'élection des conseillers départementaux, depuis le redécoupage cantonal de 2014 entré en vigueur en 2015, et de la deuxième circonscription de la Haute-Loire   pour les élections législatives, depuis le redécoupage électoral de 1986.

### Tendances politiques et résultats
Après l'élection municipale de 2014, Laurent Duplomb (liste divers droite) a été réélu maire de Saint-Paulien avec 52,46 % des suffrages exprimés, face à la liste de Philippe Carme (DIV) après un premier tour très serré (49,88 % des voix) et une participation très importante de 86,53 % au second tour.
Ainsi depuis mars 1983 et depuis l'élection de Denis Eymard, la liste majoritaire gagne systématiquement les élections municipales.

### Administration municipale
En 2011, Saint-Paulien comptait 2 411 habitants. Ce nombre étant compris entre 1 500 et 2 499, le nombre de membres du conseil municipal est de 19.
La composition du conseil municipal est la suivante, :
| Nuance        | Liste                                                   | présidée par    | Sièges | Statut     |
| ------------- | ------------------------------------------------------- | --------------- | ------ | ---------- |
| Divers droite | « Saint-Paulien avance, soyons fiers d'être ruessiens » | Laurent Duplomb | 15     | majorité   |
| Divers        | « Ensemble construisons l'avenir »                      | Philippe Carme  | 4      | opposition |

Au conseil communautaire de la communauté de communes des Portes d'Auvergne, la liste de la majorité obtient six sièges et celle d'opposition deux sièges.

### Liste des maires
| Période                                  | Période       | Identité                             | Étiquette | Qualité                                                                     |
| ---------------------------------------- | ------------- | ------------------------------------ | --------- | --------------------------------------------------------------------------- |
| Les données manquantes sont à compléter. |               |                                      |           |                                                                             |
| février 1802                             | décembre 1816 | Georges Marcelin Chabron de Solilhac | Royaliste | Maréchal de camp                                                            |
| 1944                                     | 1947          | Claude Bonnefoux                     |           | Propriétaire et président de la Chambre d'agriculture de Haute-Loire        |
| avril 1953                               | mars 1965     | Pierre Oulhion                       |           |                                                                             |
| mars 1965                                | mars 1983     | Joseph Berthold                      | UDR       | Vétérinaire Conseiller général (1967 → 1979)                                |
| mars 1983                                | août 2010     | Denis Eymard                         | DVD       | Notaire Président de la communauté de communes des Portes d'Auvergne        |
| août 2010                                | novembre 2017 | Laurent Duplomb                      | UMP-LR    | Agriculteur Sénateur de la Haute-Loire (2017 →)                             |
| novembre 2017                            | décembre 2019 | Denis Eymard                         | DVD       | Retraité                                                                    |
| janvier 2020                             | mai 2020      | Roger Maurin                         |           | Retraité                                                                    |
| mai 2020                                 | En cours      | Marie-Pierre Vincent                 | UDI       | Pharmacienne Conseillère départementale du canton de Saint-Paulien (2015 →) |

## Population et société

### Démographie

#### Évolution démographique
L'évolution du nombre d'habitants est connue à travers les recensements de la population effectués dans la commune depuis 1793. Pour les communes de moins de 10 000 habitants, une enquête de recensement portant sur toute la population est réalisée tous les cinq ans, les populations de référence des années intermédiaires étant quant à elles estimées par interpolation ou extrapolation. Pour la commune, le premier recensement exhaustif entrant dans le cadre du nouveau dispositif a été réalisé en 2004.

En 2022, la commune comptait 2 419 habitants, en évolution de +0,58 % par rapport à 2016 (Haute-Loire : +0,36 %, France hors Mayotte : +2,11 %).
| 1793  | 1800  | 1806  | 1821  | 1831  | 1836  | 1841  | 1846  | 1851  |
| ----- | ----- | ----- | ----- | ----- | ----- | ----- | ----- | ----- |
| 1 963 | 2 292 | 2 345 | 2 586 | 3 017 | 3 025 | 3 016 | 3 148 | 2 748 |

| 1856  | 1861  | 1866  | 1872  | 1876  | 1881  | 1886  | 1891  | 1896  |
| ----- | ----- | ----- | ----- | ----- | ----- | ----- | ----- | ----- |
| 2 993 | 2 932 | 2 943 | 2 947 | 2 855 | 2 770 | 2 723 | 2 770 | 2 717 |

| 1901  | 1906  | 1911  | 1921  | 1926  | 1931  | 1936  | 1946  | 1954  |
| ----- | ----- | ----- | ----- | ----- | ----- | ----- | ----- | ----- |
| 2 696 | 2 567 | 2 546 | 2 192 | 2 096 | 2 077 | 2 056 | 1 793 | 1 843 |

| 1962  | 1968  | 1975  | 1982  | 1990  | 1999  | 2004  | 2006  | 2009  |
| ----- | ----- | ----- | ----- | ----- | ----- | ----- | ----- | ----- |
| 1 866 | 1 736 | 1 620 | 1 822 | 1 872 | 1 912 | 2 117 | 2 182 | 2 398 |

| 2014  | 2019  | 2022  | - | - | - | - | - | - |
| ----- | ----- | ----- | - | - | - | - | - | - |
| 2 400 | 2 435 | 2 419 | - | - | - | - | - | - |

La population locale a été fortement augmentée depuis les années 2000 grâce à la construction de plusieurs lotissements sur la commune et notamment le lotissement du Grand Lac dont les travaux d'aménagement ont commencé en 2006 pour créer plus de 80 lots à bâtir.

#### Pyramide des âges
En 2018, le taux de personnes d'un âge inférieur à 30 ans s'élève à 30,4 %, soit en dessous de la moyenne départementale (31 %). À l'inverse, le taux de personnes d'âge supérieur à 60 ans est de 30,3 % la même année, alors qu'il est de 31,1 % au niveau départemental.
En 2018, la commune comptait 1 197 hommes pour 1 228 femmes, soit un taux de 50,64 % de femmes, légèrement inférieur au taux départemental (50,87 %).
Les pyramides des âges de la commune et du département s'établissent comme suit.
| Hommes | Classe d’âge | Femmes |
| ------ | ------------ | ------ |
| 1,4    | 90 ou +      | 2,4    |
| 7,9    | 75-89 ans    | 12,0   |
| 18,5   | 60-74 ans    | 18,2   |
| 22,2   | 45-59 ans    | 21,9   |
| 17,6   | 30-44 ans    | 17,1   |
| 17,6   | 15-29 ans    | 12,0   |
| 14,8   | 0-14 ans     | 16,4   |

| Hommes | Classe d’âge | Femmes |
| ------ | ------------ | ------ |
| 0,9    | 90 ou +      | 2,5    |
| 8,4    | 75-89 ans    | 11,7   |
| 20,4   | 60-74 ans    | 20,5   |
| 21,3   | 45-59 ans    | 20,3   |
| 16,8   | 30-44 ans    | 16,3   |
| 15,2   | 15-29 ans    | 13,2   |
| 17     | 0-14 ans     | 15,6   |

### Manifestations culturelles et festivités
La grande halle de Saint-Paulien accueille régulièrement divers événements comme des salons (Salon du Chocolat en novembre), le salon Bien chez soi (dernière édition tenue du 4 au 6 mars 2016) ou le salon dédié au mariage et à la mode.
Elle est la ville hôte chaque année de l'Auvergnate Extrême, course considérée comme « la plus dure d'Europe ».

### Santé
Tout au long de l'année, Saint-Paulien dispose d'un espace bien-être, ouvert en septembre 2014, et d'un bain d'argile verte du Velay.

### Sports et loisirs
Durant l'été, un parc aquarécréatif est ouvert avec sa piscine de 780 m2, un toboggan à virages, un pentaglisse et sa cascade. Une piscine intérieure est aussi disponible toute l'année.

## Économie
Saint-Paulien possède une zone d'activités, au carrefour de la route nationale 102 (de Clermont-Ferrand) et de la route départementale 906 (de Vichy). S'étendant sur 15 000 m2, elle compte plus de soixante entreprises sur un bassin d'emploi de 250 personnes.

### Revenus
En 2018, la commune compte 1 039 ménages fiscaux, regroupant 2 340 personnes. La médiane du revenu disponible par unité de consommation est de 20 990 € (20 800 € dans le département). 41 % des ménages fiscaux sont imposés (42,8 % dans le département).

### Emploi
| Division       | 2008  | 2013  | 2018  |
| -------------- | ----- | ----- | ----- |
| Commune        | 5,7 % | 6,5 % | 6,4 % |
| Département    | 6,3 % | 7,7 % | 7,7 % |
| France entière | 8,3 % | 10 %  | 10 %  |

En 2018, la population âgée de 15 à 64 ans s'élève à 1 469 personnes, parmi lesquelles on compte 75,4 % d'actifs (69,1 % ayant un emploi et 6,4 % de chômeurs) et 24,6 % d'inactifs,. Depuis 2008, le taux de chômage communal (au sens du recensement) des 15-64 ans est inférieur à celui de la France et du département.
La commune fait partie de la couronne de l'aire d'attraction du Puy-en-Velay, du fait qu'au moins 15 % des actifs travaillent dans le pôle,. Elle compte 870 emplois en 2018, contre 866 en 2013 et 694 en 2008. Le nombre d'actifs ayant un emploi résidant dans la commune est de 1 024, soit un indicateur de concentration d'emploi de 85 % et un taux d'activité parmi les 15 ans ou plus de 54,6 %.
Sur ces 1 024 actifs de 15 ans ou plus ayant un emploi, 311 travaillent dans la commune, soit 30 % des habitants. Pour se rendre au travail, 88,9 % des habitants utilisent un véhicule personnel ou de fonction à quatre roues, 0,4 % les transports en commun, 6,4 % s'y rendent en deux-roues, à vélo ou à pied et 4,4 % n'ont pas besoin de transport (travail au domicile).

## Culture locale et patrimoine

### Lieux et monuments
- Église Saint-Georges de Saint-Paulien. M. H. classé.
- Musée gallo-romain Michel-Pomarat, renfermant une mosaïque gallo-romaine classée au titre des monuments historiques par arrêté du 28 juin 1993[45].
- Maison Chabron de Soleilhac, sur la place Saint-Georges.
- Chapelle Saint-Joseph, inscrite partiellement au titre des monuments historiques par arrêté du 7 janvier 1926[46].
- Vestiges gallo-romains, donnés au musée du Puy : une tête de Jupiter-Seropis, avec le modum, en albâtre oriental, des vases lacrymatoires, des lampes et une amphore.
- Château de la Rochelambert. M. H. classé.
- Depuis la rentrée 2014, la commune est équipée d'un espace bien-être nommé « Les Portes du Bien-être » avec comme particularité la présence d'un bain d'argile verte du Velay[SP 5]. Ainsi, l'argile verte[47] extraite à proximité est utilisée pour ses propriétés cosmétiques sur la peau et pour la détente.

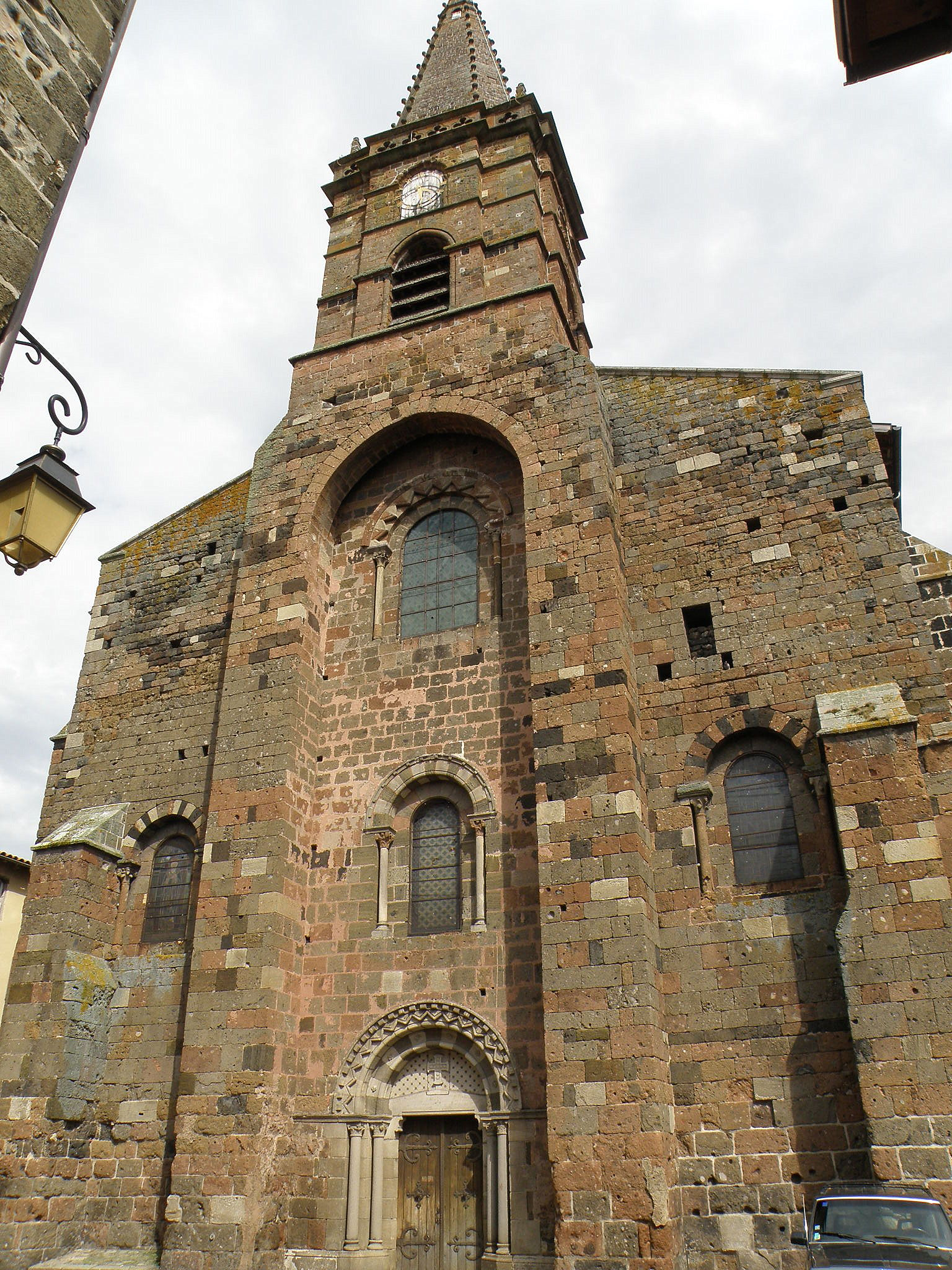
Église romane Saint-Georges.
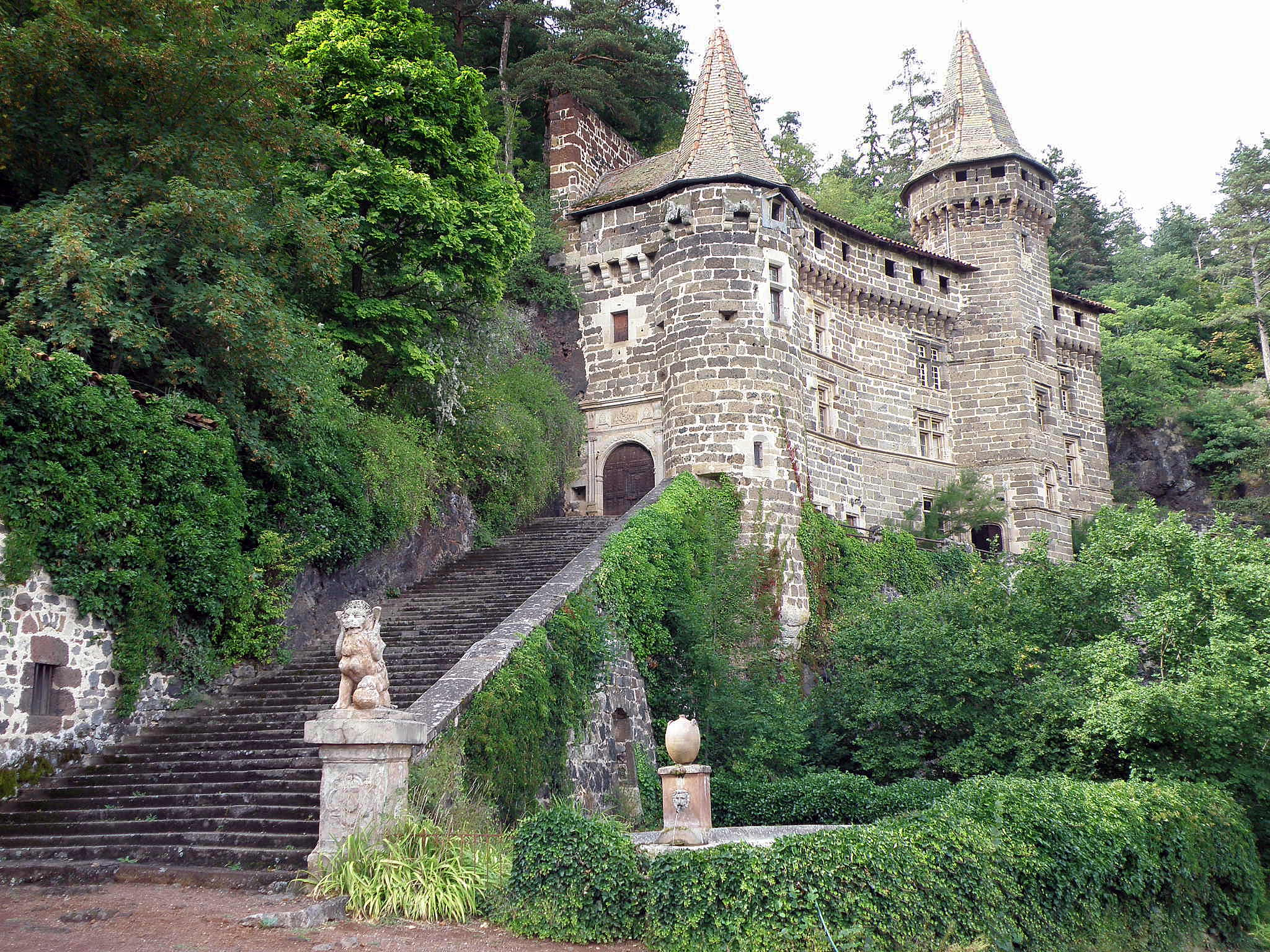
Château de la Rochelambert.
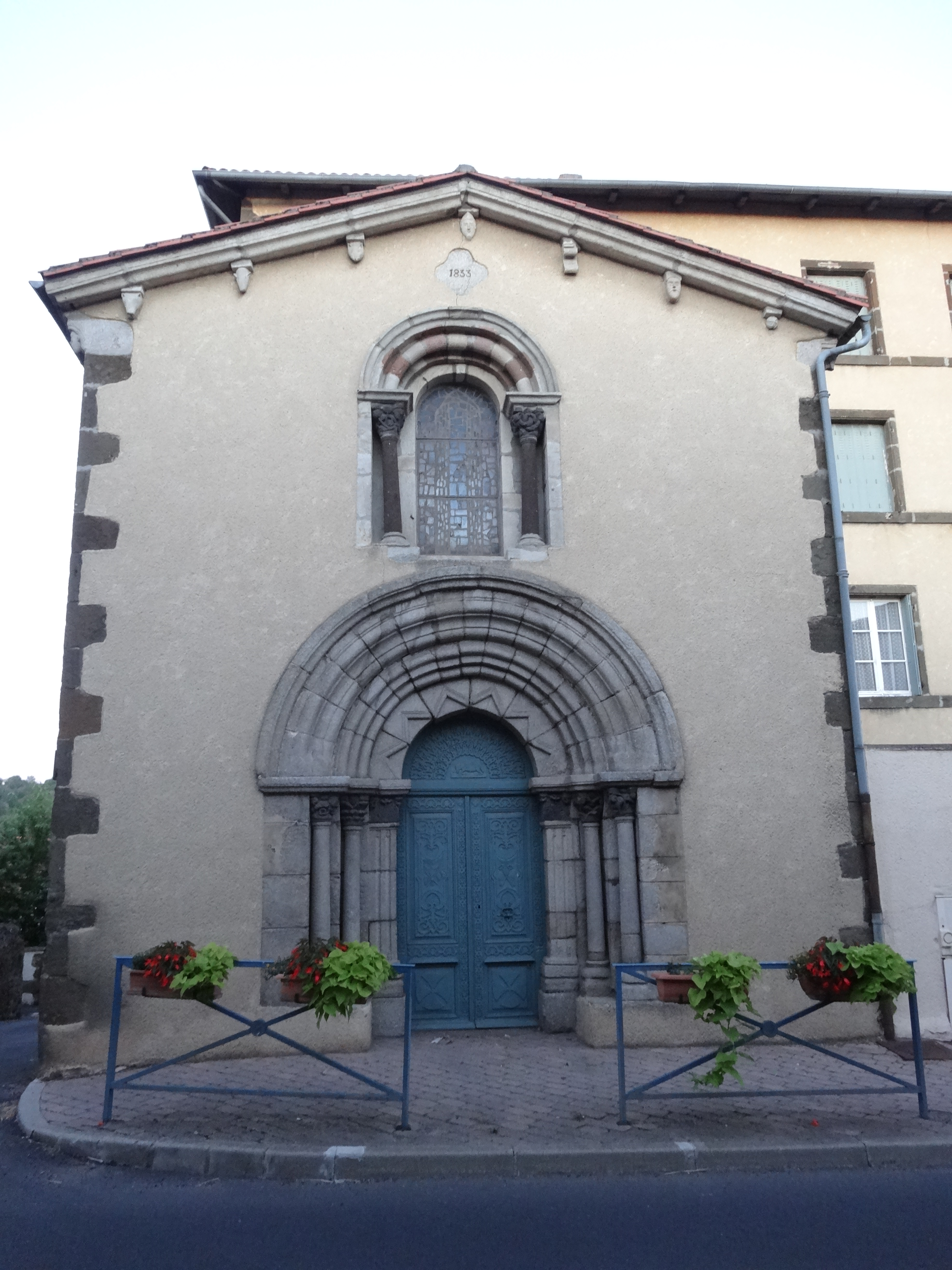
Chapelle Saint-Joseph.

### Personnalités liées à la commune
- Guillaume Chabron (1601 à Saint-Paulien - 24 janvier 1670 à Toulouse) : théologien jésuite français.
- Pierre Julien (20 juin 1731 à Saint-Paulien - 17 décembre 1804 à Paris) : grand sculpteur. Le roi Louis XVI l'appela à sa cour et lui passa commande de sculptures de grands hommes de France. L'école de Saint-Paulien s'appelle école Pierre-Julien.
- Charles, baron Daurier (29 juin 1761 - Saint-Paulien – †29 mai 1833 - Nancy), militaire français des XVIIIe et XIXe siècles qui servit durant les guerres de la Révolution et de l'Empire.
- Georges Marcelin Chabron de Solilhac, né à Saint-Paulien, le 12 octobre 1769, et décédé dans cette ville le 20 novembre 1829 officier de la Division de Lamballe et Moncontour, pendant la Chouannerie[48].
- André Chollet (1830-1911), homme politique, député de la Loire de 1888 à 1893 puis sénateur de la Loire de 1906 à 1911.

### Héraldique
| Armes | Les armes de Saint-Paulien se blasonnent ainsi : De sinople aux trois croissants d'or, au chef cousu de gueules chargé de deux fleurs de lys d'argent. |